# برنامج المكافحة المتكاملة لداء متأخرات الخصية
برنامج المكافحة المتكاملة لداء متأخرات الخصية ويُعرف باسم مشروع لاوا (بالإنجليزية: Lawa Project)‏، هو مشروعٌ يقعُ في محافظة خون كاين في تايلاند، ويهدف إلى تقليل العدوى المزمنة بمثقبيات الكبد (متأخر الخصية الزبادي) في جنوب شرق آسيا.